# NGC 5789
NGC 5789 في الفهرس العام الجديد، هي مجرة، تقع في كوكبة العواء. اكتشفت في 21 مايو 1802 بواسطة ويليام هيرشل.

## روابط خارجية
- NGC 5789 على موقع ويكي سكاي: DSS2, SDSS, GALEX, IRAS, Hydrogen α, X-Ray, Astrophoto, Sky Map, Articles and images